# Simon Yates (alpinista)
Simon Yates (Croft, 1963) è un alpinista britannico.
Nel 1985, scalò il versante ovest del Siula Grande nella Cordillera Huayhuash nelle Ande peruviane insieme a Joe Simpson. Durante la fase di discesa, un incidente provocò la caduta di Joe e Simon si trovò costretto a tagliare la corda per evitare di precipitare insieme a lui. Incredibilmente, Simpson sopravvisse alla caduta, e raccontò la sua storia nel libro La morte sospesa, successivamente riadattato a film. Yates al momento vive nella Cumbria, con sua moglie Jane Yates e i loro due figli Lewis e Maisy Yates.

## Biografia
Yates nacque a Croft, in Inghilterra, e studiò alla Lutterworth Grammar School. Negli anni '80 andò a Sheffield per completare la laurea in biochimica all'università di Sheffield.

### Carriera alpinistica
Insieme a Joe Simpson, Yates scalò il Siula Grande nel 1985, per il versante ovest, non ancora affrontato. Durante la discesa, Simpson cadde da una cornice, rompendosi la gamba e il calcagno destro.  Per continuare la discesa, Yates calò Simpson con diversi tiri di corda.  Durante la notte, sopraggiunto il brutto tempo, Simpson finì sopra un bordo roccioso invisibile, il che significava essere appeso sopra un crepaccio con solo la sicura del compagno a evitargli la caduta.  Per evitare di essere anch'egli tirato giù dalla parete, Yates dovette tagliare la corda, facendo cadere Simpson per circa 15 metri dentro al crepaccio.  Yates pensò di averlo ucciso, ma in realtà Simpson era sopravvissuto alla caduta.  Alla fine riuscì ad arrampicarsi fuori dal crepaccio e a raggiungere il campo base quattro giorni dopo.
Malgrado pensasse di averlo ucciso, i suoi tentativi di ricerca contribuirono molto a salvare la vita di Joe, che da parte sua difese sempre con forza il gesto di Yates affermando che, a ruoli invertiti, avrebbe fatto lo stesso.
Yates successivamente affermò che perse i contatti con Simpson, fino a quando entrambi andarono in Perù per filmare alcune scene del film documentario La morte sospesa. Disse inoltre che Simpson era diventato "una persona con cui non poteva relazionarsi" e che "i compagni di arrampicata sono come i colleghi di lavoro. Alcuni diventano amici, alcuni conoscenti e alcune persone con cui lavori - beh, preferiresti non averci mai lavorato insieme ."
Dopo la scalata al Siula Grande, Yates partecipò a delle spedizioni per il Laila Peak e il Nemeka in Pakistan e diverse spedizioni alla Cordillera Darwin in Cile.  Nel luglio 2009, Yates guidò con successo un gruppo di clienti alla vetta del Picco Ibn Sina (7134m). Nel settembre 2010, Yates programmò un ritorno alla Cordillera Huayhuash 25 anni dopo la scalata con Simpson, per guidare un gruppo di escursionisti al campo base del Siula Grande e al punto panoramico sul Cerro Bella Vista, da cui si può vedere il sentiero su cui Simpson strisciò verso la salvezza.

## Pubblicazioni
Yates è autore di tre romanzi autobiografici sull'alpinismo. Il primo, Against the Wall, narra di una spedizione per una nuova via nella torre centrale della Cordigliera del Paine nella Patagonia cilena e venne proposto al premio per la letteratura alpinistica Boardman Tasker. La fiamma dell'avventura (The Flame of Adventure) descrive una serie di avventure alpinistche in giro per il mondo. Il suo libro più recente, The Wild Within, tradotto in italiano come Selvaggio Dentro, racconta delle spedizioni alla Cordillera Darwin nella Terra del Fuoco.